# Lankforst
Lankforst is een wijk in stadsdeel Dukenburg in het zuidwesten van Nijmegen. Aan de noordkant van Lankforst vormt de Nieuwe Dukenburgseweg de grens met de wijk Zwanenveld; het Maas-Waalkanaal vormt de oostgrens; in het zuiden vormt de Wollewei de grens met de wijk Malvert; aan de westkant wordt Lankforst begrensd door de Van Apelterenweg en het Steve Bikoplein. Op 1 januari 2023 telde de wijk 1.900 inwoners, verdeeld over 1.018 woningen, met een gemiddelde WOZ-waarde van € 268.000, op een oppervlakte van 0,48 km². 

## Geschiedenis

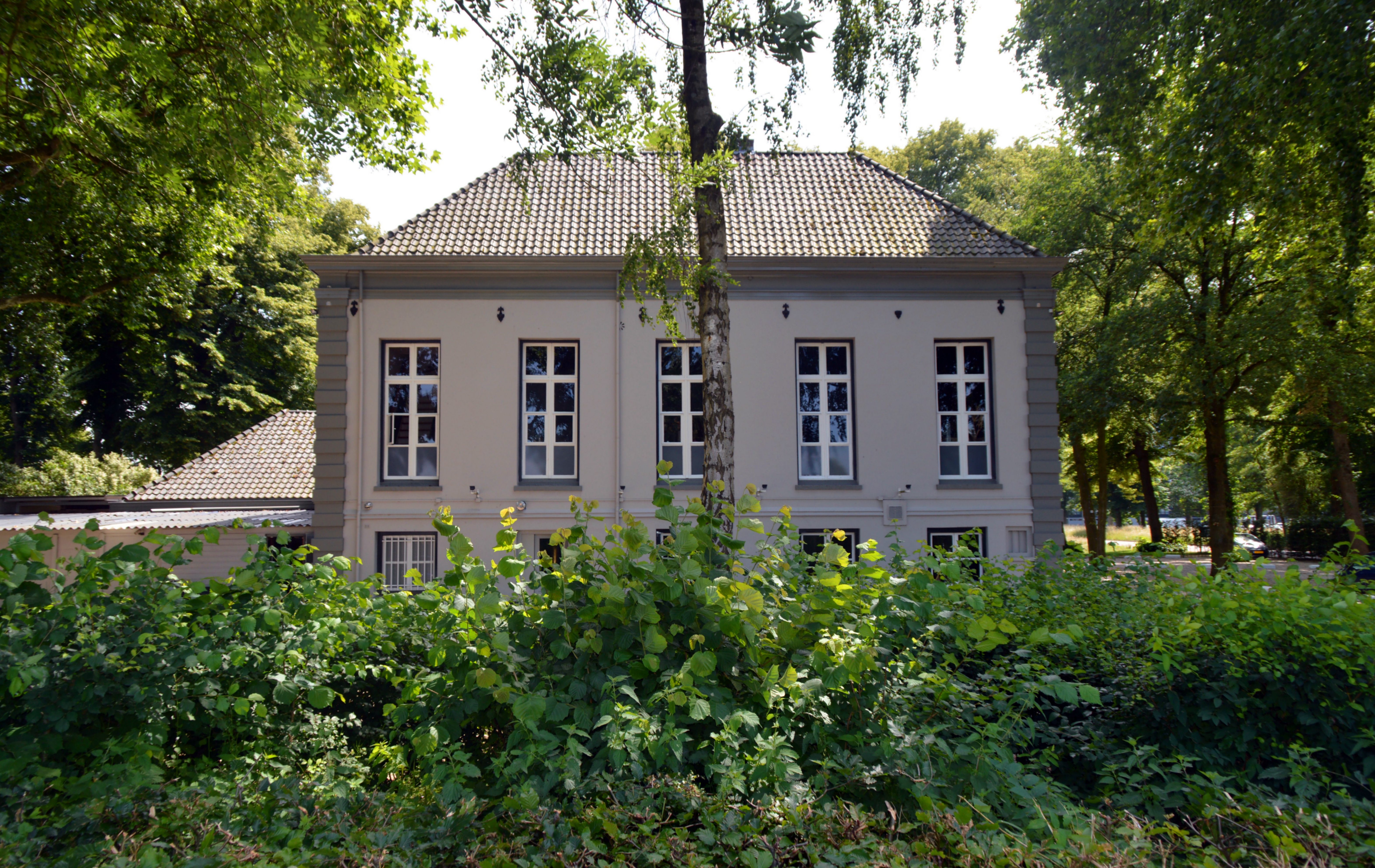
Huis Duckenburg

Op de plaats waar nu de hoogbouwflats van de Valckenaer staan, is rond 1365 het voormalige kasteel Duckenburg gebouwd, mogelijk genoemd naar een oud geslacht Van den Duyckenborch. Een van de eerste eigenaars was Johan van Apelteren; zijn dochter trouwde met Johan van Boetberg. Een paar honderd jaar later kwam de Duckenburg in bezit van het geslacht Valckenaer. Tijdens de Tachtigjarige Oorlog werd het kasteel door de Spanjaarden in brand gestoken. Bij de reparatie verloor het kasteel zijn defensieve uiterlijk. In 1688 werd de Duckenburg gekocht door Willem van Schuylenburg. Hij wilde het landgoed in Franse stijl herinrichten en liet een statige oprijlaan, een Grand Canal en een Orangerie aanleggen. De kasteelheer ging tijdelijk in de Orangerie wonen en liet het kasteel slopen, maar de beoogde nieuwbouw kwam niet tot stand. De laatste bewoner van de Duckenburg was Jonkheer Rutgers van Rozenburg. Huize Duckenburg kreeg ten slotte een horeca-bestemming. Het staat nu op de gemeentelijke monumentenlijst.
Wat van het ooit zo trotse landgoed nog restte, verdween in de jaren 1965-1970 onder asfaltwegen, huizen en flats. Het Grand Canal verloor zijn oorspronkelijke vorm en betekenis als zichtas in het landschap. In Lankforst bleven naast de Orangerie het Uilenbosje en enkele lanen gespaard.

## Lankforst nu
Lankforst behoorde tot de wijken die het eerst werden voltooid. De bebouwing vond vooral plaats in de oostelijke helft van de wijk, terwijl in de westelijke helft het groene karakter van de wijk de overhand hield. De scheidslijn tussen beide delen werd gevormd door de 60ste straat, een wat saaie naam voor een fraaie laan van het voormalige landgoed. In een hoog tempo kwamen ruim 1000 voornamelijk huurwoningen tot stand, voor een groot gedeelte laagbouw, maar ook maisonnettes, middelhoge flats en hoogbouw.
Bij de aanleg van het stadsdeel Dukenburg was besloten om alleen de wijken een echte naam te geven; de straten kregen een nummer. Alleen enkele doorgaande wegen kregen namen, die alle aan de roemruchte geschiedenis van Dukenburg herinnerden. Bewoners hebben het initiatief genomen voor meer echte namen. Zo kreeg het groene gebied op de grens van Malvert en Lankforst in 1997 de naam ‘Wollewei’, naar het gelijknamige schilderij uit Erik of het klein Insectenboek van Godfried Bomans. In 2005 kregen het Uilenbosje en enige oude paden officiële namen.
Lankforst is de kleinste wijk van Dukenburg. Deze rustige woonwijk heeft weinig eigen voorzieningen en is aangewezen op de voorzieningen in de aangrenzende wijken Malvert, Meijhorst en Zwanenveld. In Lankforst staat een van de twee openbare basisscholen van Dukenburg, de Nutsschool Lankforst.

## Afbeeldingen

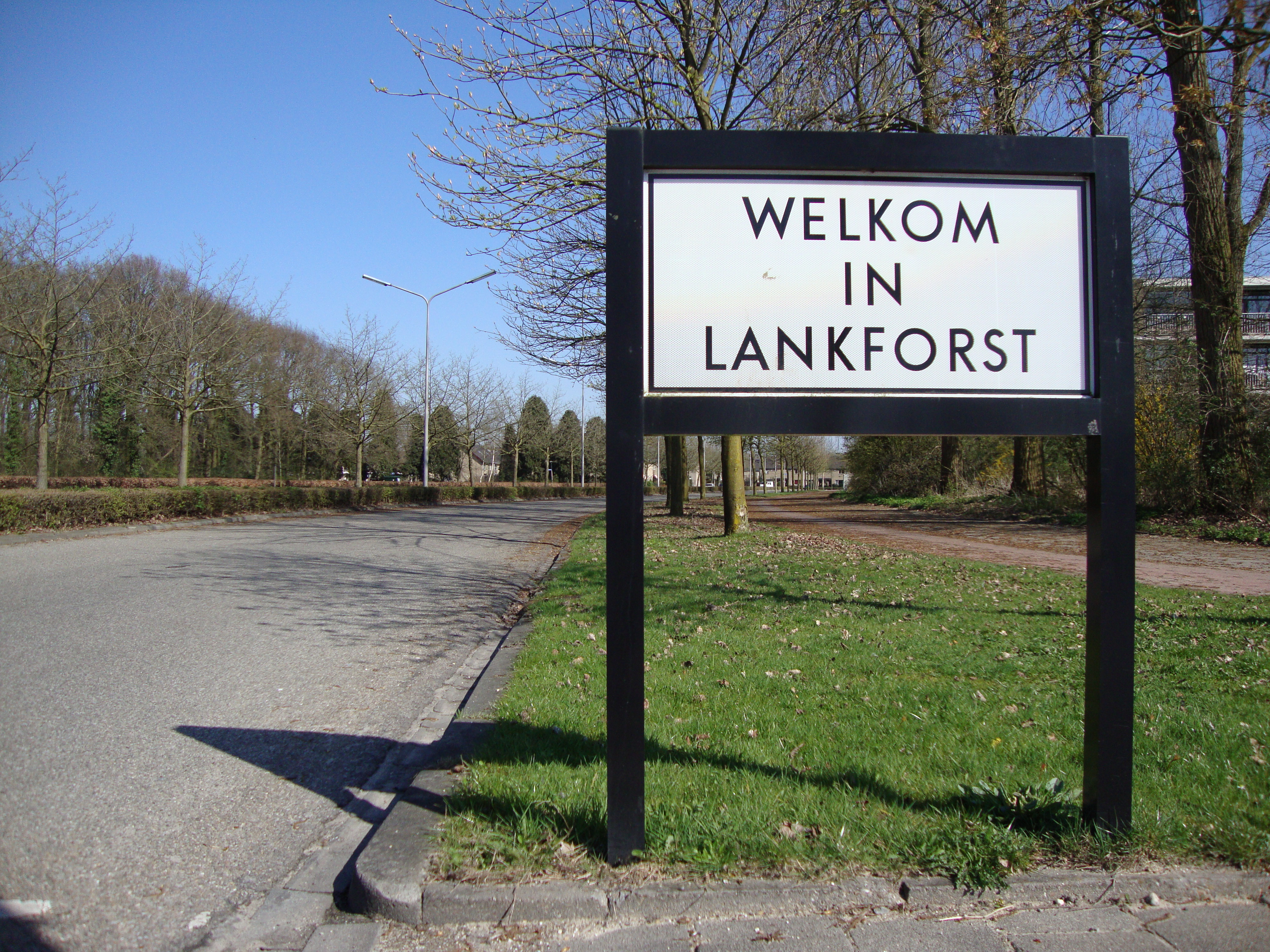
Bord Welkom in Lankforst
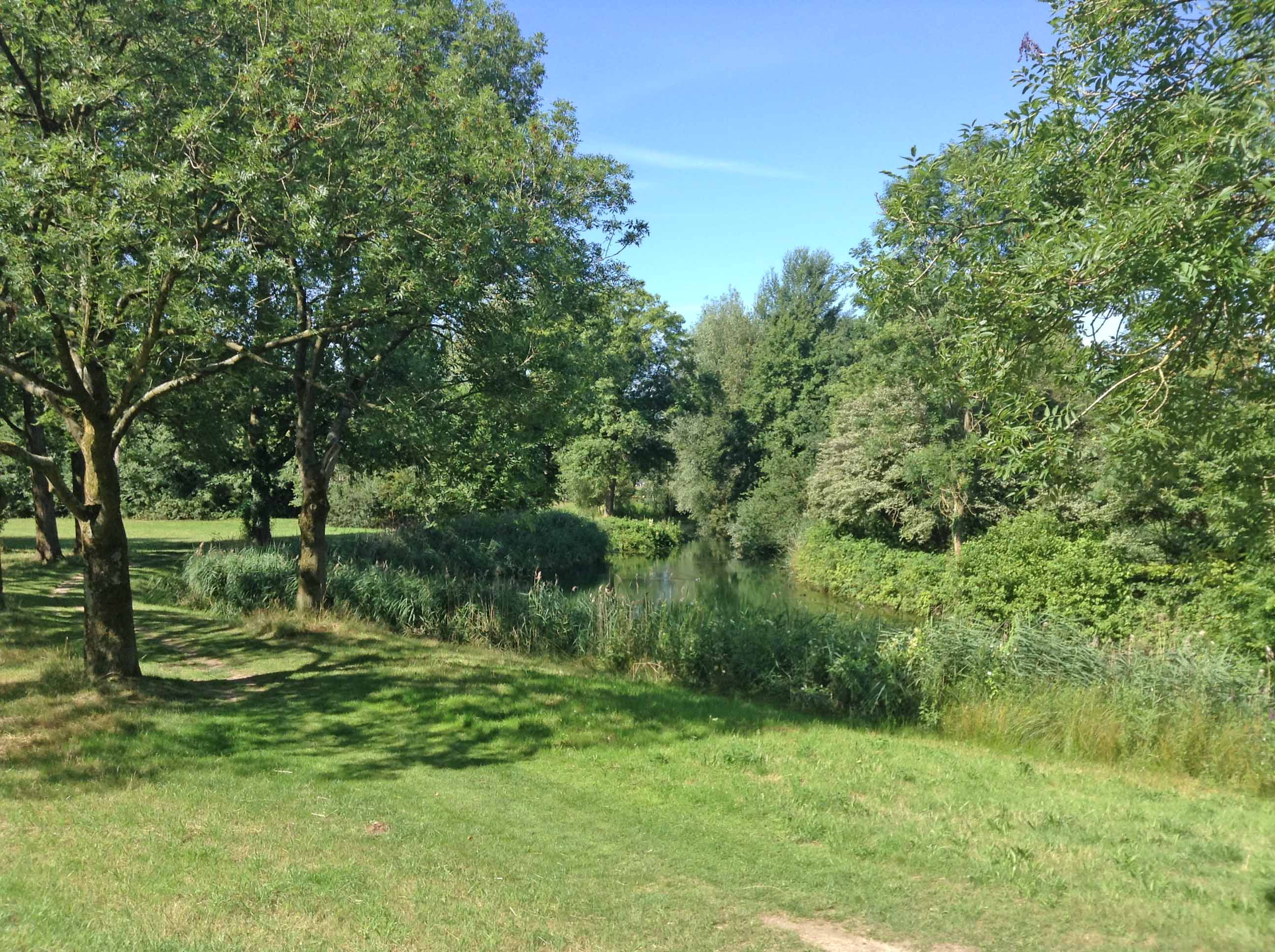
Park Wollewei tussen Lankforst en Malvert
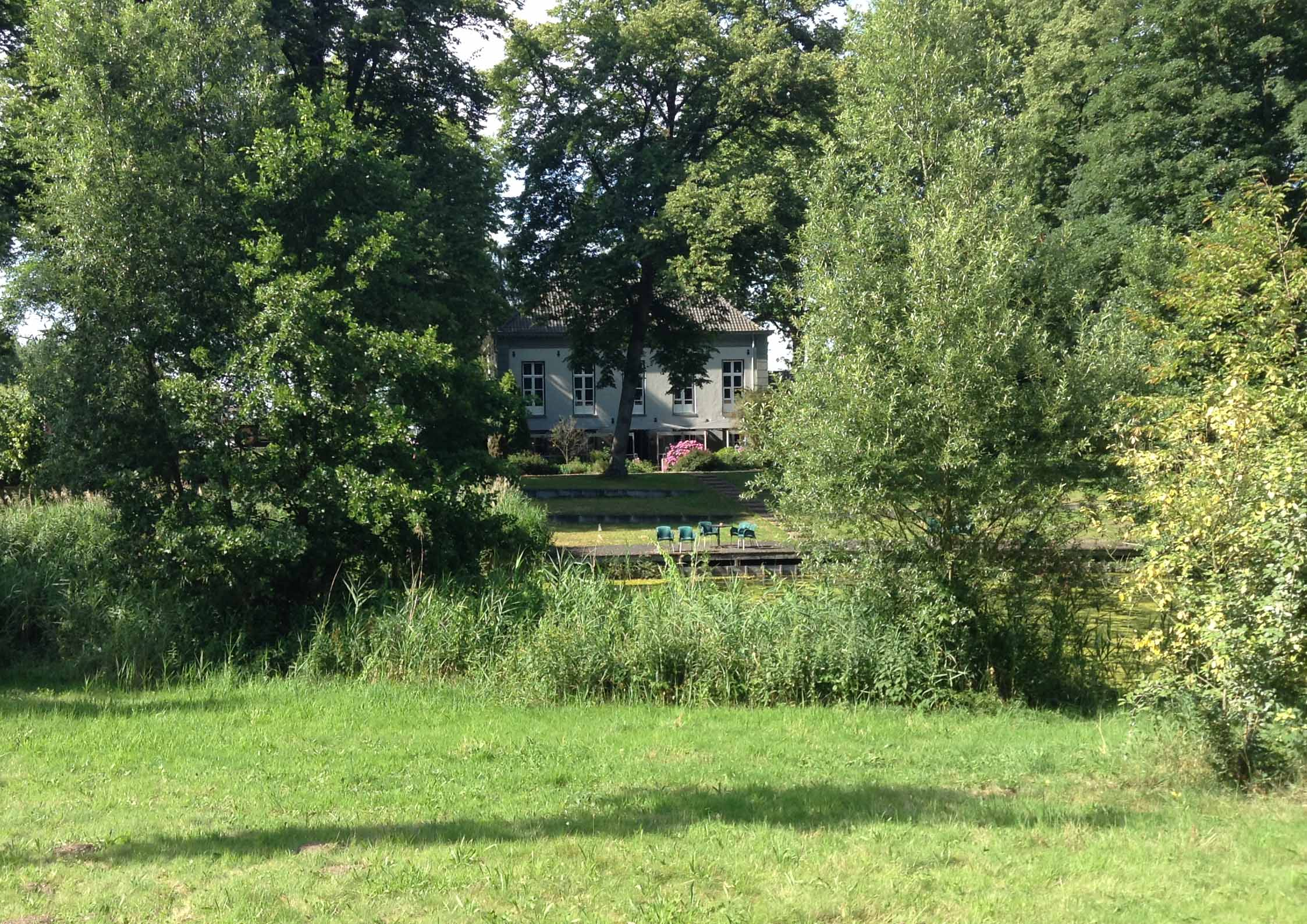
Koetshuis van het voormalige Huis Duckenburg (Lankforst)
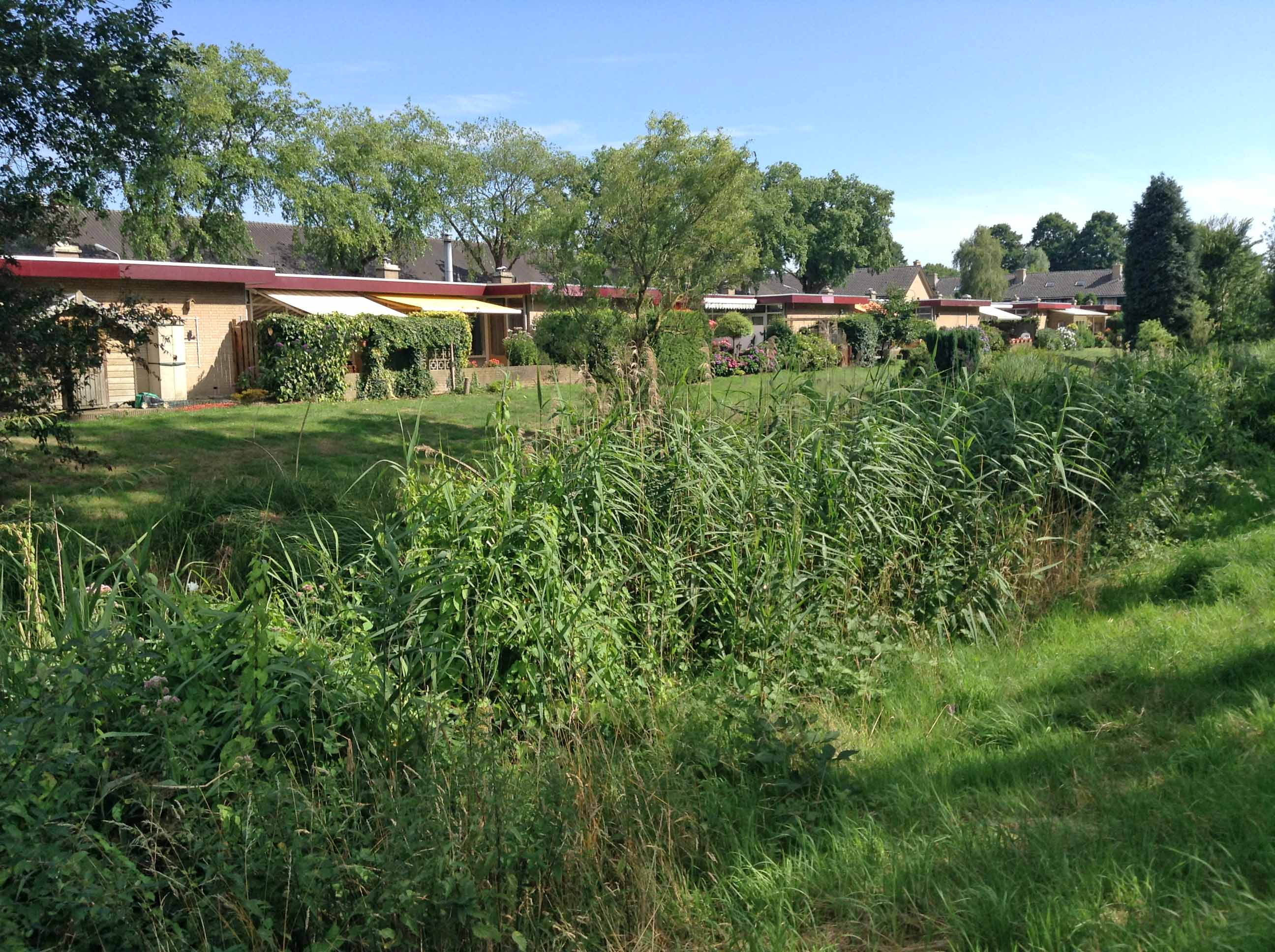
Seniorenwoningen in Lankforst
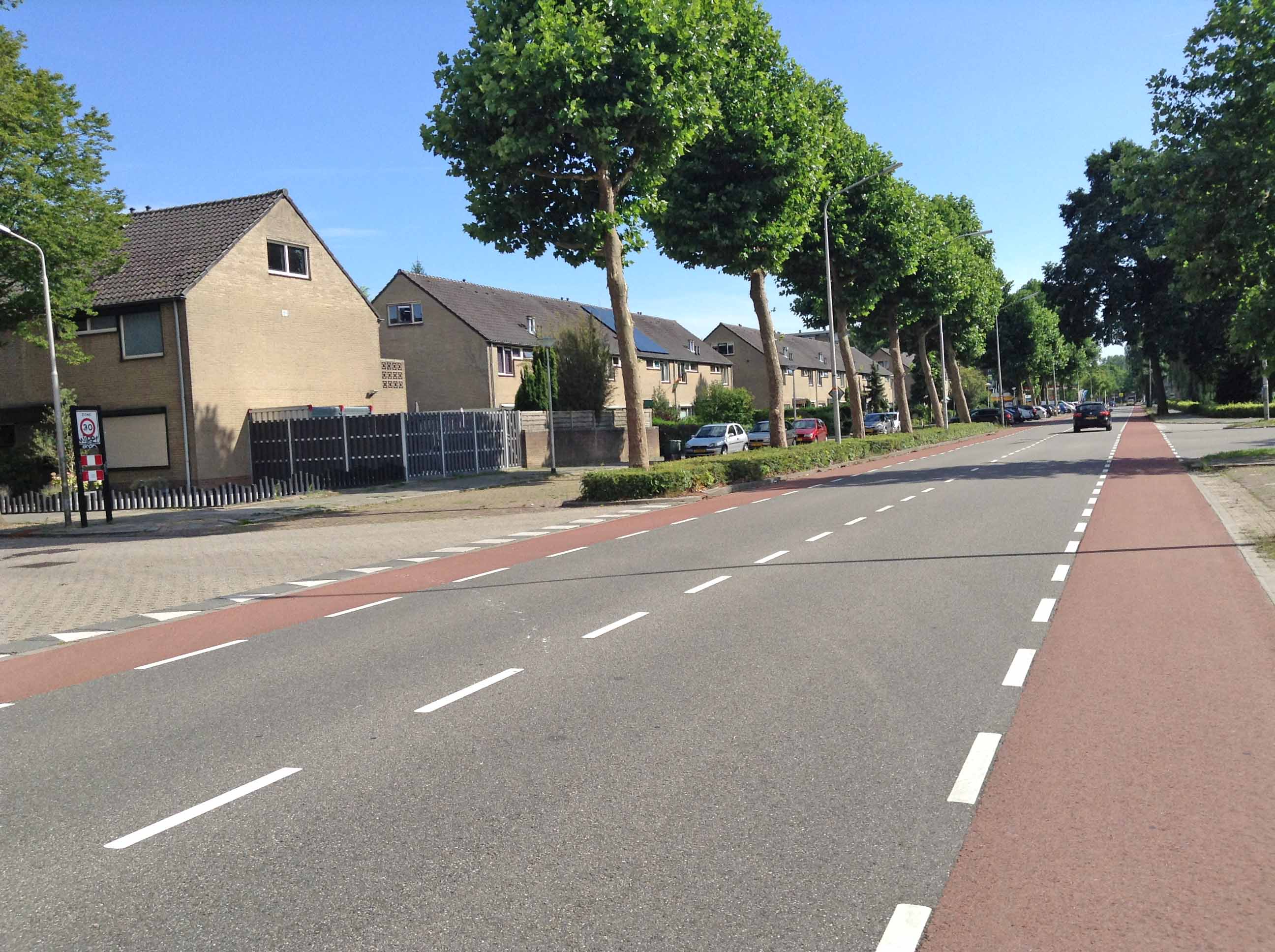
Laagbouw in Lankforst
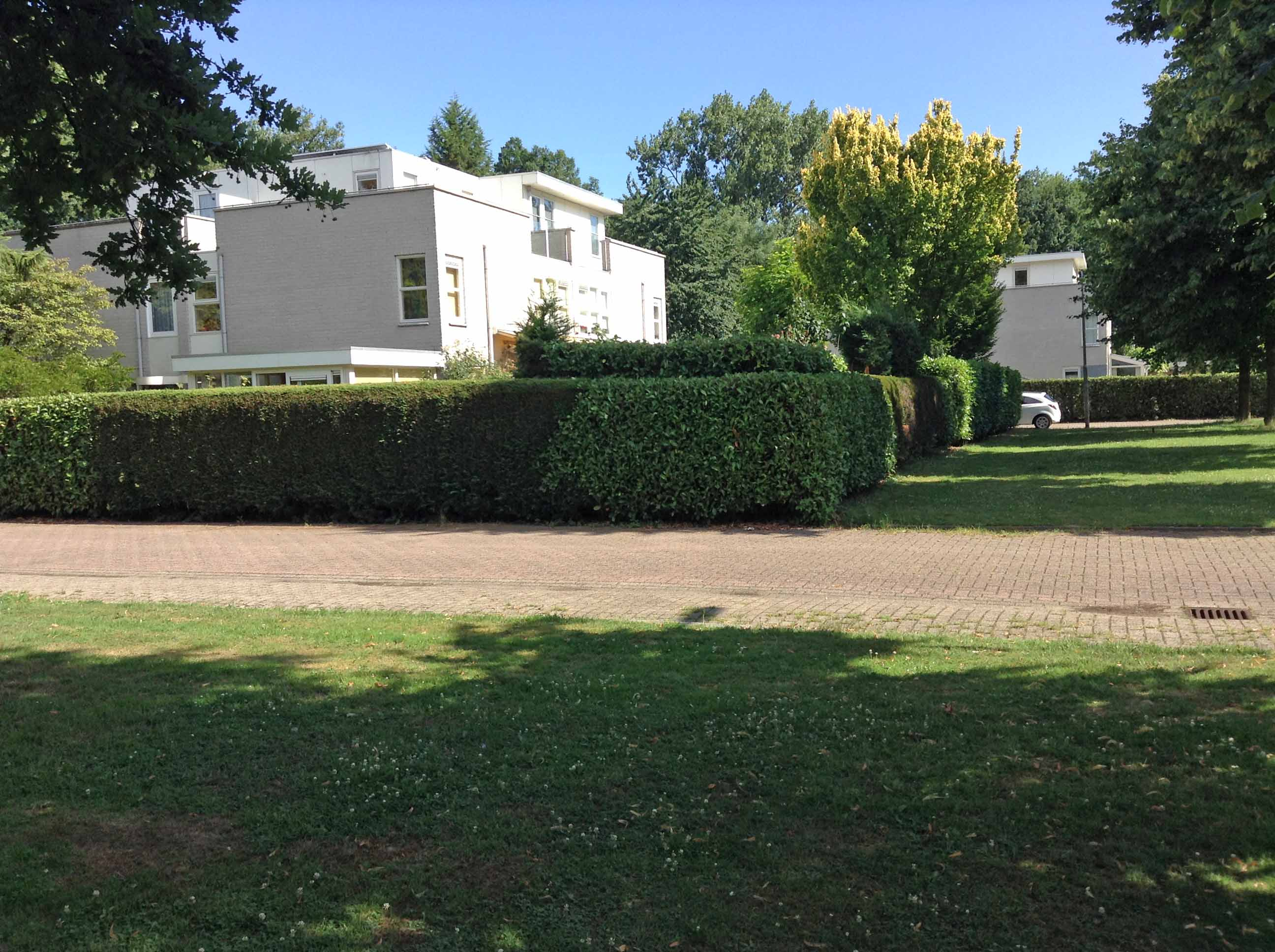
Eengezinswoningen in Lankforst
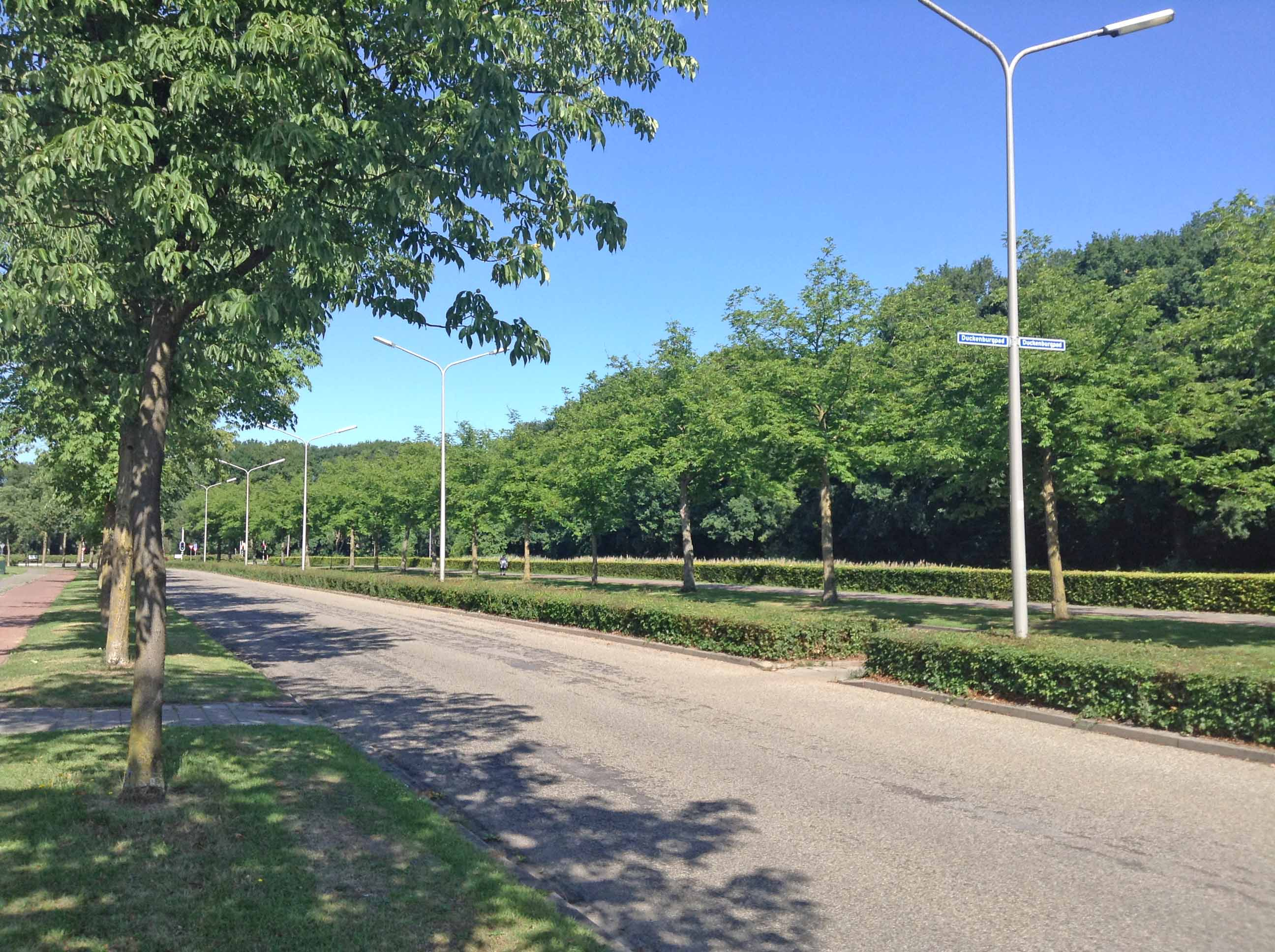
Zicht op Het Uilenbos
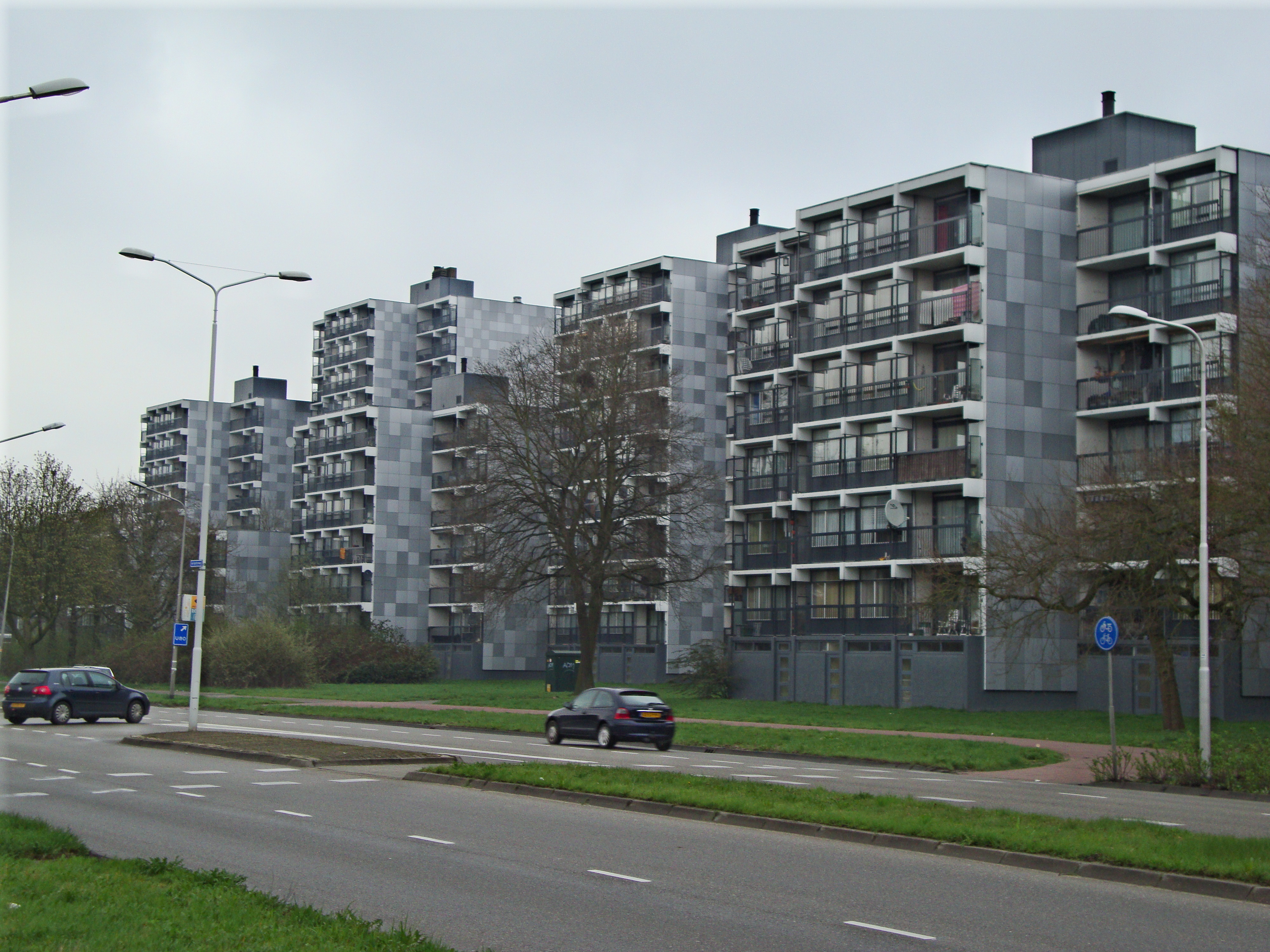
Hoogbouw in Lankforst, de Valckenaerflats op de locatie van het voormalige kasteel Dukenburg
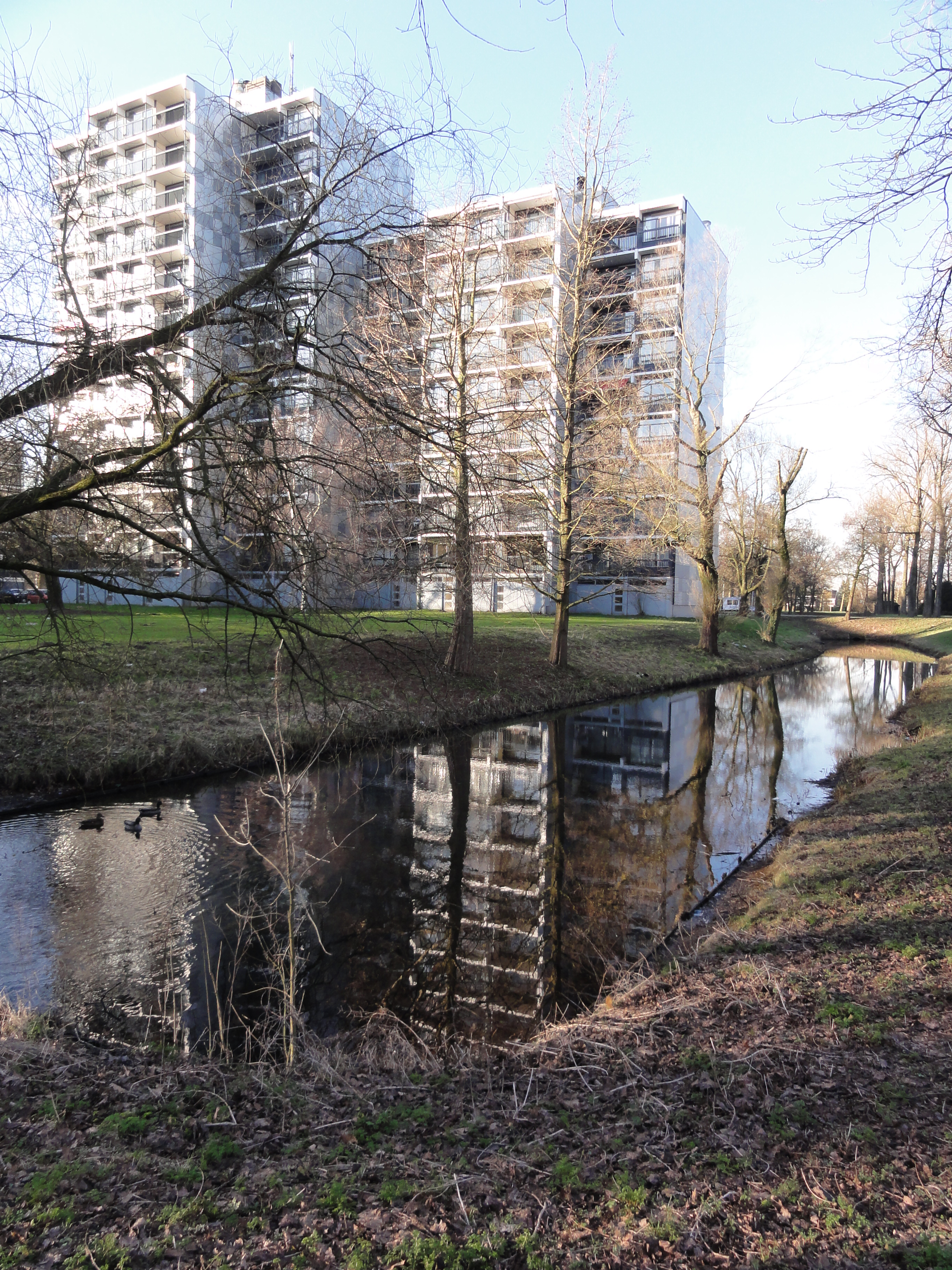
Valckenaerflats zich spiegelend in de voormalige kasteelgracht van kasteel Dukenburg